# Дажин, Трофим Гаврилович
Трофим Гаврилович Дажин (1894-?) — председатель Пензенского облисполкома в 1939—1942 годах.
Родился в деревне Нижние Поляны Чембарского уезда в бедной крестьянской семье. В 1905 г. окончил 3-летнюю сельскую школу, работал пастухом. В 1907—1915 годах — батрак, затем приказчик у торговца в Чембаре.
В 1915 г. призван на военную службу, но оставлен в Чембаре в должности писарского ученика в управлении воинского начальника.
В ноябре 1915 г. переведен в деревню Мамадыш Казанской губернии на должность старшего писаря в управлении воинского начальника. В 1918 г. вступил в РКП(б).
Дальнейший послужной список:
- 1918—1919 заведующий, а затем секретарь учётного отдела Мамадышского уездного военного комиссариата.
- 1919—1922 заведующий Мамадышским уездным отделом Рабоче-крестьянской инспекции. За активное участие в борьбе с голодом награждён Татарским ЦИК особым орденом (1922).
- ноябрь 1922—1924 председатель Набережночелнинского кантонального исполкома,
- 1924—1926 заведующий Набережночелнинским кантональным финансовым отделом,
- 1926—1927 снова председатель Набережночелнинского кантисполкома.
- 1927—1928 заместитель наркома земледелия Татарской АССР.
- 1928—1930 председатель Татарских союза снабженческих и кредитных кооперативов и союза животноводческих кооперативов.
- 1930—1932 слушатель отделения животноводства Академии социалистического земледелия в Москве (окончил).
- 1932 — апрель 1933 заместитель уполномоченного наркомата совхозов по Средневолжскому краю в Самаре.
- апрель 1933—1934 директор свиносовхоза имени Октябрьской революции в селе Колтовское Телегинского района.
- 1934—1936 директор свиноводческого треста в Чернигове (Украина).
- март 1936 — июль 1938 директор Чаадаевского свиносовхоза в Городищенском районе.
- июль 1938—1939 заместитель председателя Тамбовского облисполкома.
- 0 4.02.1939 — 08.01.1940 председатель Организационного комитета Президиума Верховного Совета РСФСР по Пензенской области.
- 8.1.1940 — 7.1942 председатель Пензенского облисполкома. Смещён как «не справившийся с работой».
- 1942—1943 председатель Каменского райисполкома.
- 1943—1946 начальник Ульяновского территориального управления государственных материальных резервов. Снят с работы как «не справившийся».
- с 1946 г. директор племенного совхоза «Санталово» Лаптевского района Тульской области (упоминается в этой должности в 1951 году).

Делегат XVIII съезда ВКП(б) (1939).